# Філіппо Чампанеллі
Філіппо Чампанеллі (італ. Filippo Ciampanelli; нар. 30 липня 1978, м. Новара) — італійський католицький єпископ, підсекретар Дикастерії Східних Церков з 15 квітня 2024 року; титулярний єпископ Акве ін Мавретанія з 2025 року.

## Життєпис
Філіппо Чампанеллі народився 30 липня 1978 року в італійському місті Новара, і в Новарській дієцезії 21 червня 2003 року став священником. Захистив докторат з богослов'я у Папському Григоріянському Університеті, а після навчання в Папській Церковній Академії 1 липня 2009 року поступив на дипломатичну службу Святого Престолу. Служив у папських представництвах в Грузії, Вірменії, Азербайджані й Білорусі. Від 2015 року працював у Відділі загальних справ Державного Секретаріату.
15 квітня 2024 року папа Франциск номінував його підсекретарем Дикастерії Східних Церков.

## Єпископ
12 січня 2025 року папа Франциск номінував Філіппо Чампанеллі титулярним єпископом Акве ін Мавретанія.
Єпископську хіротонію отримав 19 лютого 2025 року в базиліці Святого Петра у Ватикані з рук кардинала Клаудіо Ґуджеротті, префекта Дикастерії у справах Східних Церков, за співслужіння архієпископа Едгара Пеньї Парри, заступника у загальних справах Державного секретаріату, та єпископа Новари Франко Джуліо Брамбілли.